# 김용지 (배우)
김용지는 대한민국의 배우이다.

## 영화
- 2001년 영화 신고